# Tela azul da morte
Tela Azul da Morte (português brasileiro) ou Ecrã Azul da Morte (português europeu), conhecido simplesmente por "Blue Screen" (em inglês:  Blue Screen of Death ou BSoD) é um ecrã apresentado nos sistemas operativos Windows em um caso de um erro grave do sistema. Este ecrã tornou-se muito famoso pelas suas regulares aparições. A mais famosa foi durante a demonstração do Windows 98, em 1998, quando Bill Gates acidentalmente, exibiu esta tela ao público, causando, no caso, um dos maiores micos da história do Windows. A tela também é encontrada em consoles portáteis de videogame como PlayStation Portable, Nintendo DS e Game Boy Advance.
A primeira BSoD foi implementada no Windows NT pelo programador John Vert em 1991.
A tela azul da morte será removida no Windows 11 por uma tela preta da morte (BKSOD) na atualização 24H2.

## Causa do erro

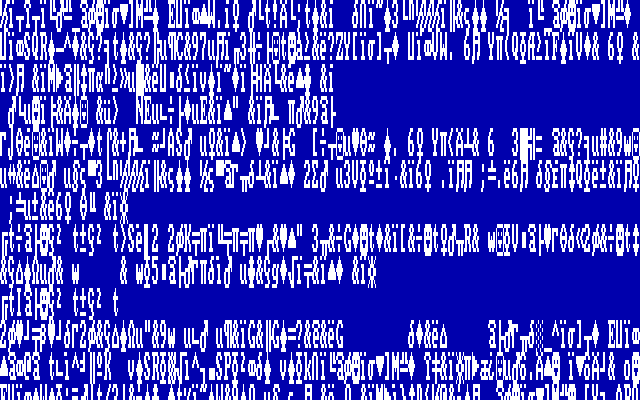
A primeira versão da BSOD no Windows 1.0

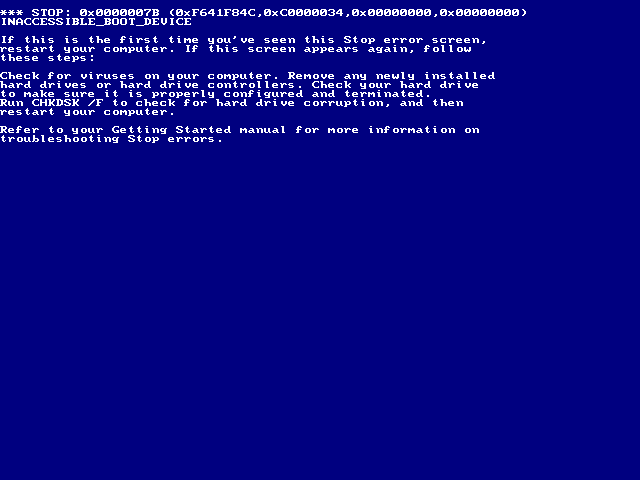
A BSOD do Windows 2000.

No Windows NT, Windows 2000, Windows XP, Windows Server 2003, Windows Vista e até mesmo Windows 7, a BSoD ocorre quando o núcleo ou um Driver de dispositivo em execução em modo núcleo encontra um erro que não pode recuperar (ou, no caso, reiniciá-lo). A única ação segura que o sistema pode executar é reiniciar o computador, gerando possíveis perdas de dados caso o utilizador não tenha guardado os seus documentos.
Esta mensagem de erro normalmente é causada por uma operação ilegal gerada por um processo que por algum motivo perdeu os dados ou o endereço de memória onde estavam guardados os dados. O sistema tenta aceder a esta informação, que é necessária para a continuidade do processo, mas que simplesmente não existe ou não é encontrada, fazendo com que gere um erro.
Por vezes a zona de memória onde está a informação foi utilizada por outro processo ou driver e quando o sistema tenta aceder essa mesma zona, encontra a informação errada. Este tipo de erro não deveria acontecer nos sistemas posteriores ao Windows 98, pois foi quando a Microsoft implementou segurança ao acesso à memória, impossibilitando que os processos possam ler ou escrever em zona de memória que não lhes pertencem, ficando a cargo do sistema lidar com todo o acesso. Entretanto, a mensagem de erro persiste nas versões mais recentes.
Em algumas builds do Windows Longhorn foi também implementado um Red Screen of Death, para erros mais graves, mas o famoso ecrã azul continua a existir no novo sistema operativo, ficando famoso no mundo inteiro.

## Significado do código
O texto apresentado no ecrã contém o código do erro em formato hexadecimal. Nas versões mais recentes do Windows é mostrado um conjunto de quatro valores hexadecimais entre parênteses que são úteis para detectar o processo causador do erro e o motivo. Dependendo do código de erro, pode ser mostrado o endereço de memória onde o problema ocorreu, junto com o driver que foi carregado neste endereço. No Windows NT e 2000, a segunda e terceira secções apresentam informações sobre todos os drivers carregados e a informação da pilha.

## História

### Remoção no Windows 11
Em 2025, a tela azul da morte será removida do Windows 11 e substituída por uma tela preta da morte na atualização 24H2. O objetivo é providenciar informações mais claras e precisas ao usuário. O emoticon ":(" e o Código QR serão removidos.

## Tipos de BSOD
Houve várias mudanças nos tipos de BSOD nos diversos sistemas operacionais da Microsoft. A seguir estão várias recriações desses ecrãs, onde se pode ver a evolução do famoso ecrã.

### Windows 8/8.1,Windows 10eWindows 11
Exemplo 1 em inglês:
Your PC ran into a problem that it couldn't handle, and needs to restart. We're just collecting some error info, and then we'll restart for you.
You can search for the problem online:HAL INITIALIZATION FAILED
Exemplo 1 em português brasileiro.
Ocorreu um problema e seu PC precisa ser reiniciado. Estamos coletando algumas informações de erro e, em seguida, reiniciaremos para você.
Você pode procurar o problema na internet:HAL INITIALIZATION FAILED

### Windows Vista
Veja também: Red Screen of Death

### Windows XPeWindows 7
No Windows XP e no Windows 7 o ecrã azul sofreu algumas alterações, existindo até mais de um tipo.
Exemplo 1 em português
Exemplo 2
*** atapi.sys  (Address F77E43C9 base at F77X2000, Datestamp 3b7d83e5)
Collecting data for crash dump...
Beginning dump of physical memory...
Physical memory dump complete.
Contact your system administrator or technical support group for further
assistance.
Exemplo 3
Exemplo 4

### Windows Me/Windows 98/Windows 95/Windows 3.x
Ocorreu um erro. Para Continuar: 

   Pressisone ENTER para retornar ao Windows, ou Pressione CTRL+ALT+DEL para reniciar

   seu computador. Você perderá todas as informações não salvas

   em todas as aplicações abertas.

   ***  Erro: 0D : 0157 : 00005ED7

                         Pressione qualquer tecla para continuar _

## BSOD em Videogames
A BSOD também tem suas aparições comuns em videogames portáteis.

### PlayStation Portable
A BSOD ocorre no PlayStation Portable quando o cartão é removido enquanto o console está desligando. Também pode acontecer quando o espaço de disco está cheio e o usuário pretende salvar o seu progresso no game.

### Nintendo DS
No Nintendo DS original, a tela é azul. Já no Nintendo DS Lite, a tela é púrpura. Ela aparece quando o usuário está utilizando o PictoChat, e remove um cartão de Nintendo DS ou Game Boy Advance. Se usuário, ainda utilizando o PictoChat, fecha o console, com um cartucho dentro, o console é automaticamente desligado para prevenir o erro.

### Game Boy Advance
No Game Boy Advance e Game Boy Advance SP a tela aparece simplesmente, quando um cartucho em execução é removido.